# Potencial Volta
En electroquímica, el potencial de Volta (també anomenat diferència de potencial de Volta, o diferència de potencial externa, Δψ, psi delta), és la diferència de potencial elèctric entre dos punts en el buit: (1) prop de la superfície del metall M1 (2) prop de la superfície de metall M2, on M1 i M2 són dos metalls que entren en contacte sense càrrega.
El nom de potencial Volta és en honor de Alessandro Volta.

## Origen
Quan dos metalls estan aïllats elèctricament entre si, pot existir entre ells una diferència de potencial arbitrària No obstant això, quan dos metalls diferents es posen en contacte, els electrons flueixen del metall amb una menor funció de treball cap al metall amb la funció de treball més alta, fins que el potencial electroquímic dels electrons en el conjunt d'ambdues fases queda igualat. El nombre real d'electrons que passa entre les dues fases és petit, i l'ocupació del nivell de Fermi no es veu pràcticament afectada.

## Mesura
La diferència de potencial de Volta és mesurable. Es relaciona amb la capacitància d'un condensador electroestàtic, les dues parts que es fan dels dos metalls de les quals es mesura la diferència potencial de Volta i la càrrega elèctrica s'utilitza per carregar el condensador. La diferència de potencial Volta entre un metall i un electròlit es pot mesurar d'una manera similar.